# Равенство независимости
Равенство независимости или равенство автономии — концепция политической философии индийского экономиста и философа Амартия Сен, согласно которой справедливым является то общественное устройство, в котором каждому индивиду, учитывая его особенности и социальные обстоятельства, предоставляются возможности и средства для достижения его личных целей. Другими словами, люди должны быть обеспечены одинаковыми шансами на реализацию их потенциала, их желаний и предпочтений, а также на индивидуальное развитие личности. Сен утверждает, что «на способности преобразовывать исходные данные в возможности влияет множество индивидуальных и социальных факторов, что означает, некоторым людям потребуется больше, чем другим, чтобы достичь того же диапазона возможностей». Концепция пересекается с принципами справедливости Джона Ролза и равенством результатов, однако, в отличие от равенства результатов, предполагает, что люди хотят достигать не одинаковые цели, но разные, выборочные. В первую очередь в идеальном общественном устройстве в такой концепции учитываются личные предпочтения индивидов — именно их развитию должно способствовать остальное общество или государство. В итоге эти предпочтения должны позволить им реализовать себя как самодостаточных, автономных субъектов.